# Ochotona nubrica
Espèce
Statut de conservation UICN

 LC  : Préoccupation mineure
Ochotona nubrica est une espèce de la famille des Ochotonidae. Comme tous les pikas, c'est un petit mammifère lagomorphe.

## Liste des sous-espèces
Selon Mammal Species of the World (version 3, 2005)  (3 juil. 2010) :
- sous-espèce Ochotona nubrica lhasaensis
- sous-espèce Ochotona nubrica nubrica

Selon NCBI (3 juil. 2010) :
- sous-espèce Ochotona nubrica lama
- sous-espèce Ochotona nubrica lhasaensis